# 台湾菟丝子
台湾菟丝子（学名：Cuscuta japonica var. formosana）为旋花科菟丝子属下的一个变种。

## 扩展阅读
- 維基物種上的相關：台湾菟丝子